# Ceratina nyassensis
Ceratina nyassensis är en biart som beskrevs av Embrik Strand 1912. Ceratina nyassensis ingår i släktet märgbin, och familjen långtungebin. Inga underarter finns listade i Catalogue of Life.